# Hugo de Lacy, Senhor de Meath
Hugo de Lacy, Senhor de Meath, 4º Barão Lacy (antes de 1135 - 25 de julho de 1186), era proprietário de terras anglo-normandas e detentor de cargos reais. Ele possuía propriedades substanciais em Herefordshire e Shropshire, Inglaterra. Após sua participação na invasão normanda da Irlanda, ele recebeu, em 1172, as terras do Reino de Meath pelo rei anglo-normando Henrique II, mas ele teve que ganhar o controle delas. O senhorio de Meath era então a liberdade mais extensa da Irlanda.

## Vida
Hugo de Lacy era filho de Gilbert de Lacy (falecido após 1163) de Ewyas Lacy, Weobley e Ludlow. Diz-se que ele teve uma disputa com Joscelin de Dinan em relação a certas terras em Herefordshire em 1154. Ele possuía as terras de seu pai antes de 1163 e, em 1165-66, possuía honorários de cavaleiros de cinquenta e oito e três quartos, e tinha nove inquilinos sem serviço de cavaleiro. 

## Carreira na Irlanda

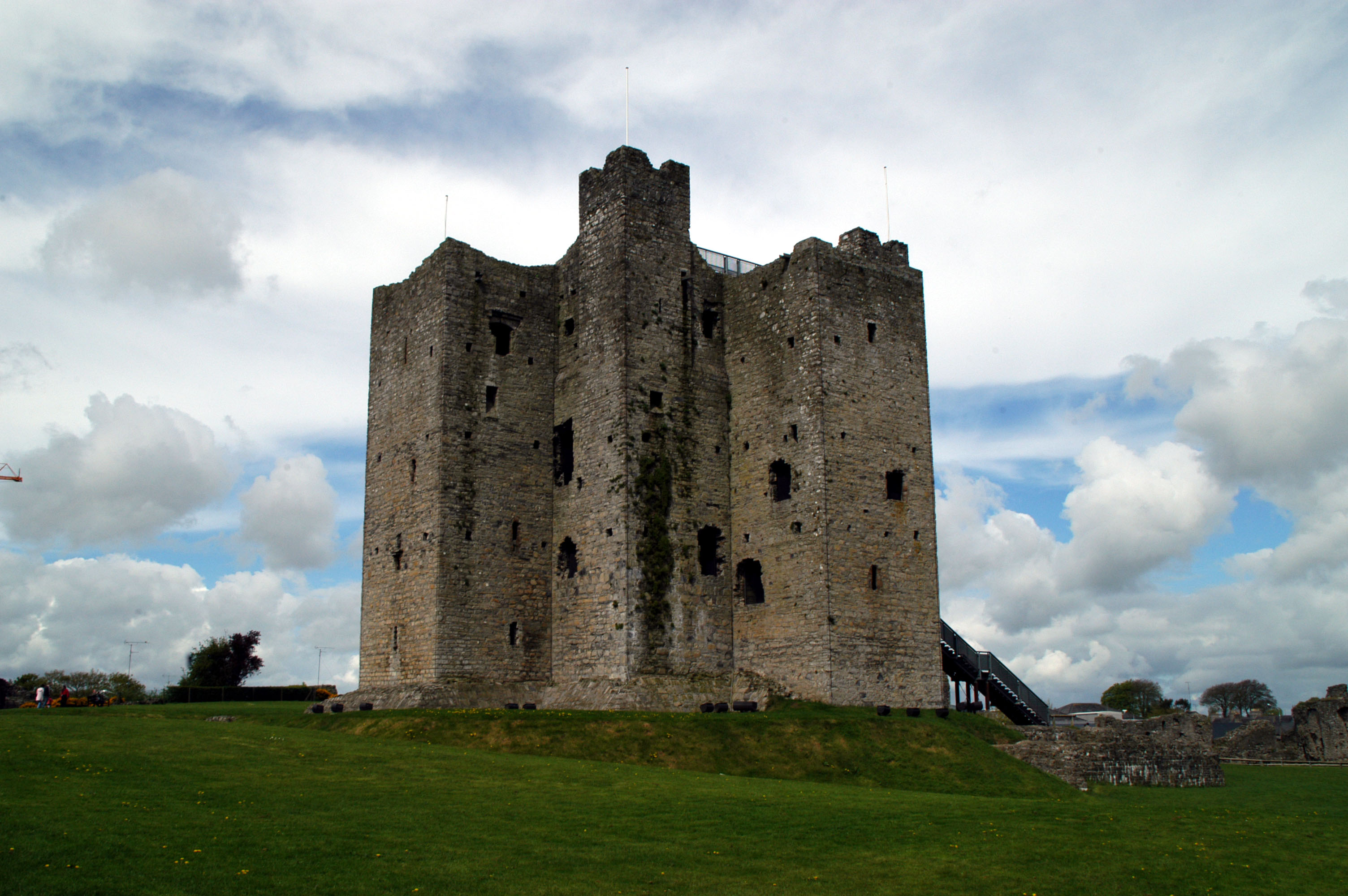
A fortaleza de Trim Castle

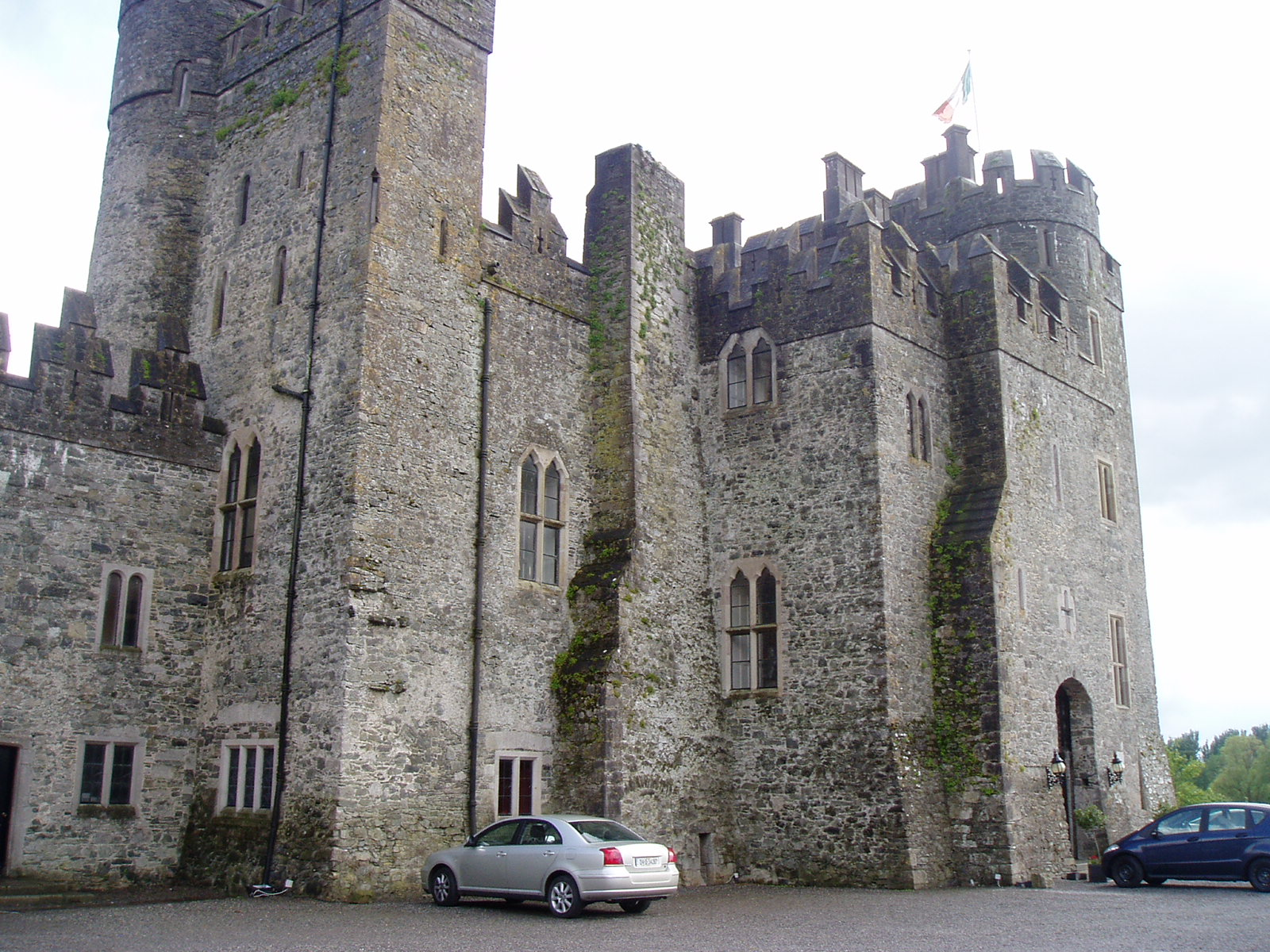
Castelo de Kilkea (frente)

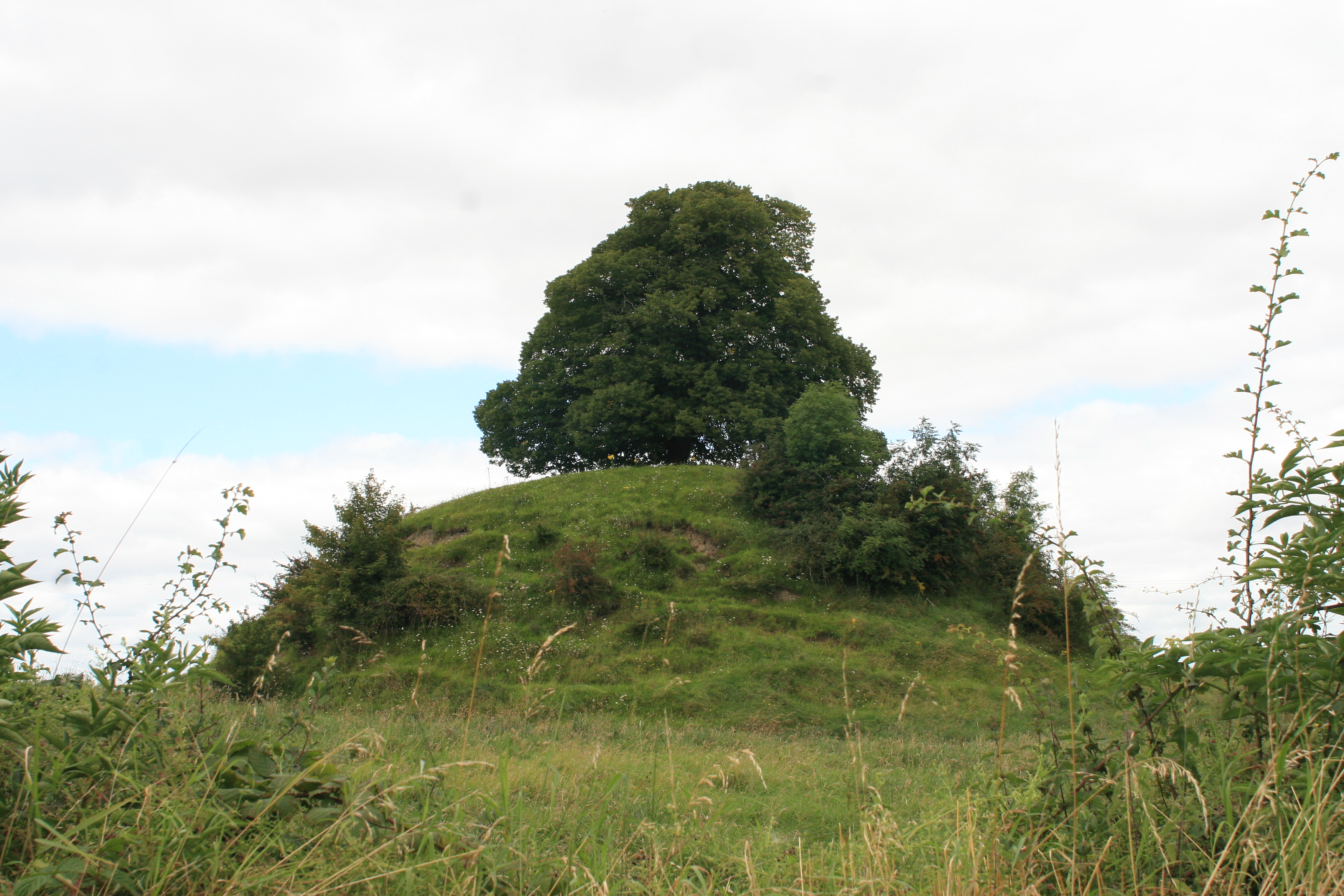
Motte-and-bailey, construído por de Lacy em Clonard, County Meath

Em outubro de 1171, Lacy passou com Henrique II como parte de uma força anglo-normanda para invadir a Irlanda, e no início de 1172 ele foi enviado para receber a submissão de Rory, rei supremo da Irlanda. Antes do retorno de Henry à Inglaterra, no final de março de 1172, Lacy recebeu Meath pelo serviço de cinquenta cavaleiros e com autoridade quase real; ele também foi encarregado do castelo de Dublin.  Como tal, é geralmente aceite que Lacy foi de facto o primeiro vice-rei da Irlanda, uma posição que foi a realização de três vezes (em 1172, 1179, e c. 1180  ), pela terceira vez em conjunto com o bispo de Salisbury.
A concessão ostensiva do rei Henrique de Meath a Lacy não foi aceita por Tighearnán Ó Ruairc, rei de Bréifne, que o governou na época. Ó Ruairc recusou-se a conceder, mas negociou com Lacy na colina de Ward, em Meath. Depois que as negociações pararam, ocorreu uma disputa na qual um intérprete foi morto por um golpe contra Lacy, que fugiu; Ó Ruairc foi morto por um golpe de lança ao montar no cavalo e foi decapitado. Sua cabeça foi empalada sobre o portão do castelo de Dublin e mais tarde foi enviada para Henrique II. Os Anais dos Quatro Mestres dizem que Ó Ruairc foi traiçoeiramente morto. Pelo relato de Giraldus Cambrensis, parece que havia um plano para destruir Ó Ruairc.
O monge Gerald de Gales relatou a seguinte lenda de Féchín e Hugo de Lacy:
"Capítulo LII ( Do moinho em que nenhuma mulher entra )
- "Há um moinho em Foure, em Meath, que St. Fechin fabricou de maneira milagrosa com as próprias mãos, ao lado de uma certa rocha. Nenhuma mulher pode entrar neste moinho ou na igreja do santo; e o moinho é mantido com tanta reverência pelos nativos quanto qualquer uma das igrejas dedicadas ao santo. Aconteceu que, quando Hugo de Lacy liderava suas tropas por esse lugar, um arqueiro arrastou uma garota para o moinho e lá a violou. O castigo repentino o dominou; por ter sido atingido por um fogo infernal nas partes ofensivas, ele se espalhou por todo o corpo e ele morreu na mesma noite " .

## Senhorio de Meath
Lacy apenas escapou de Dublin com dificuldade; ele parece ter deixado a cidade sob o comando de Richard de Clare pelas ordens do rei e começado a proteger Meath com a construção de castelos. Entre eles estava o castelo de Trim, encarregado de Hugo Tyrrel.  O Cântico de Dermot e o Conde declaram: "E Skryne ele deu por carta a Adam de Feypo, ele o deu", e ele construiu seu castelo lá.
Depois disso, Lacy voltou para a Inglaterra. Em 29 de dezembro de 1172, ele estava em Canterbury, onde, segundo uma história preservada por Giraldus, ele reprovou o arcebispo Richard de Dover por sua linguagem arrogante. No ano seguinte, ele lutou pelo rei Henrique na França e manteve Verneuil contra Luís VII por um mês; mas, no final desse período, a cidade foi forçada a capitular. 
Lacy foi enviado de volta à Irlanda como procurador-geral em 1177, logo após a morte de Richard de Clare. A concessão de Meath a Lacy estava agora confirmada, com a adição de Offelana, Offaly, Kildare e Wicklow. Como governador da Irlanda, Lacy garantiu Leinster e Meath, construindo vários castelos, deixando os irlandeses em posse de suas terras. Houve acusações de que ele pretendia tomar a soberania da ilha para si. O autor do Gesta Henrici, no entanto, diz que Lacy perdeu seu favor com Henry em consequência de reclamações de sua injustiça pelos irlandeses. 
Em 1181, Lacy foi lembrado de seu posto real por ter se casado com a filha de Ruadri O Conchobair, rei de Connaught e deposto rei supremo da Irlanda, sem a permissão de Henry. Ele foi enviado de volta no inverno seguinte, embora com um co-adjutor, Robert of Shrewsbury, um dos funcionários da realeza. No início de 1185, Henry enviou seu filho John para a Irlanda, e o jovem príncipe reclamou com o pai que Lacy não permitiria que os irlandeses prestassem homenagem. Isso levou a uma nova desgraça, mas Lacy permaneceu na Irlanda e ocupou-se como antes na construção de um castelo. 

## Morte, consequências e legado
Em 1186, Hugo de Lacy foi morto por Gilla-Gan-Mathiar O'Maidhaigh, enquanto supervisionava a construção de um castelo de Motte em Durrow, instigado por An tSionnach e O'Breen. O príncipe John foi prontamente enviado à Irlanda para tomar posse de suas terras.  
O corpo de Lacy foi inicialmente enterrado na Abadia de Durrow. Em 1195, os arcebispos de Cashel e Dublin desenterraram seu corpo e os restos mortais na Bective Abbey, em Meath, e sua cabeça na abadia de St Thomas, Dublin. Uma longa controvérsia foi então levada a cabo entre as duas abadias pelo seu corpo, resolvido apenas em 1205, quando foi novamente destruído e enterrado novamente na abadia de São Tomás, no túmulo da primeira esposa de Lacy. 
Lacy foi um benfeitor do Llanthony Priory e também de muitas igrejas na Irlanda, incluindo a abadia de Trim. 

## Casamento e Emissão
Antes de 1155, Hugo se casou com Rohese de Monmouth (também conhecido como Rose of Monmouth ou Roysya de Monemue). Ela era neta de Gilberto Fitz Richard . Strongbow era neto de Fitz Richard. Hugo e Rohese tiveram 8 filhos, 4 filhos e 4 filhas:
- Gualtério de Lacy (1166–1241)
- Hugo de Lacy, 1º conde de Ulster (be.1179–1242)
- Gilberto de Lacy
- Roberto de Lacy (morreu jovem) [5]
- Helena de Lacy, que se casou com Richard de Beaufo (Belfou)
- Alícia de Lacy, que se casou com Rogério Pipardo, se casou com Godofredo de Marisco, juiz da Irlanda, filho de Jordan de Marisco, juiz da Irlanda.
- uma filha, com nome desconhecido, que se casou com Sir William FitzAlan, filho de Sir William FitzAlan, senhor de Oswestry e Isabel de Say .

Rohese morreu antes de 1180.
Hugo casou-se com a segunda princesa Rose Ní Conchobair, filha do rei da Irlanda, Ruaidrí Ua Conchobair. Eles tiveram 2 filhos, um filho e uma filha:
- Guilherme Gorm de Lacy (declarado ilegítimo por Henrique II da Inglaterra )
- Ysota de Lacy